# Nimmons

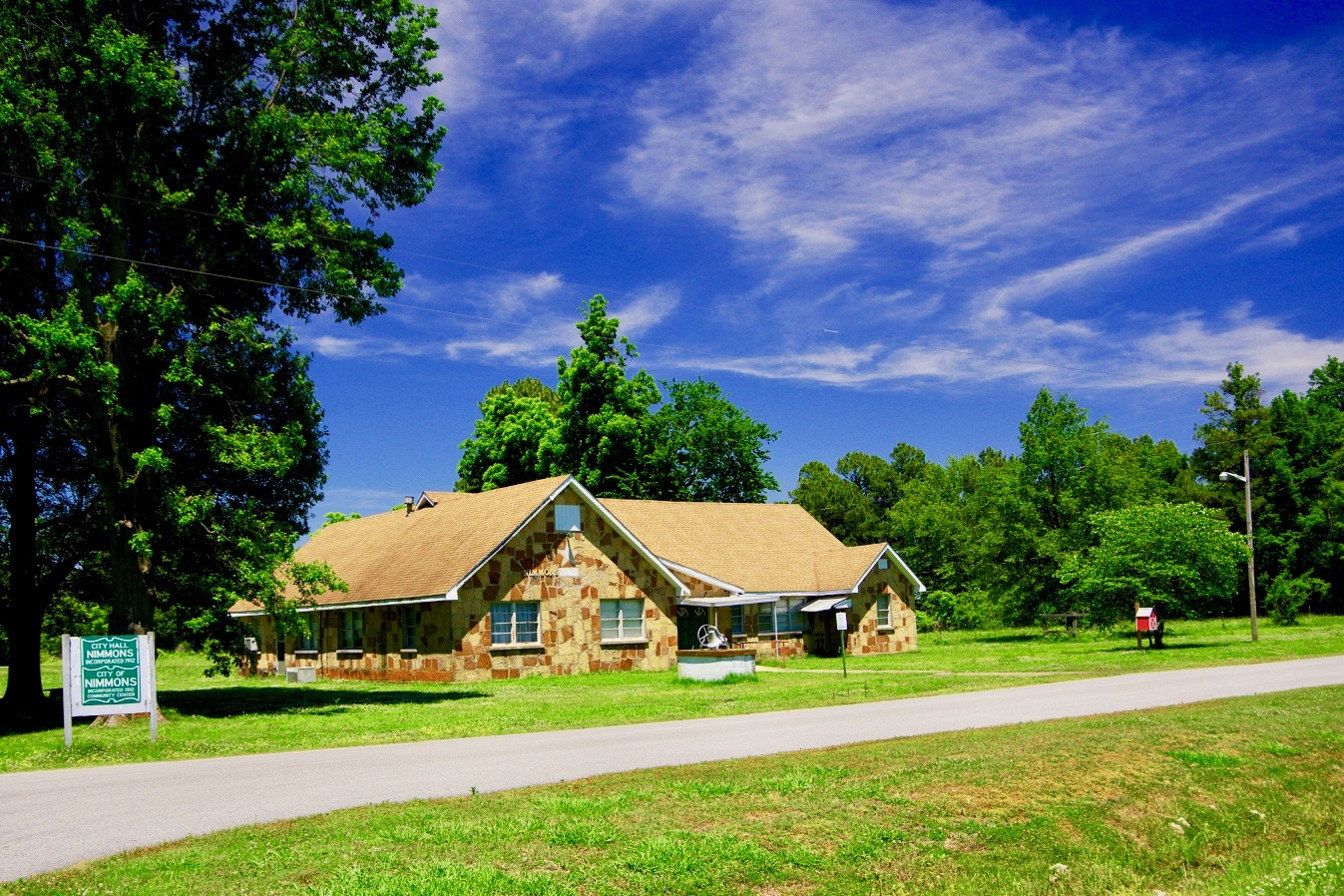
Mairie

Nimmons est une municipalité du comté de Clay, dans l’État de l’Arkansas aux États-Unis.

## Démographie
| 1920 | 1930 | 1940 | 1950 | 1960 | 1970 |
| ---- | ---- | ---- | ---- | ---- | ---- |
| 297  | 193  | 217  | 199  | 154  | 135  |

| 1980 | 1990 | 2000 | 2010 | - | - |
| ---- | ---- | ---- | ---- | - | - |
| 112  | 96   | 100  | 69   | - | - |